# See the Whirl
《See the Whirl》은 잉글랜드의 포스트펑크 밴드 델타 5의 유일한 정규 음반이다. 1981년 7월 29일 카리스마 레코드의 산하 레이블인 프리(PRE)에서 발매되었다.

## 배경
1979년 말 러프 트레이드 레코드와 계약한 델타 5는 1979년과 1980년 〈Mind Your Own Business〉와 〈Now That You've Gone〉, 〈Anticipation〉과 〈You〉, 〈Colour〉와 〈Try〉까지 세 장의 더블 A사이드 싱글을 발매했다. 하지만 싱글을 작업하면서 러프 트레이드가 밴드가 음반을 만들 때 충분한 재정을 지원해주지 않을 것이라고 판단했다. 또한 밴드는 차트에 진입하는 등의 상업적인 성공을 주요한 목표로 잡았는데, 러프 트레이드는 발매작에 대한 어떠한 홍보도 허용하지 않는 방침이 있었지만, 대형 레이블은 독립 레이블과는 달리 음반을 "도시에 하나씩 배급하는 것이 아닌 나라의 모든 가게"에 유통할 수 있을 것이라고 생각했다. 이에 델타 5는 1980년 12월 최종적으로 러프 트레이드에서 음반을 제작하지 않기로 결정한 후 크리스마스 직전 계약을 해지하고, 이듬해 3월 대형 레이블 카리스마 레코드가 새로 설립한 산하 레이블 프리(PRE)와 계약했다.

## 작업

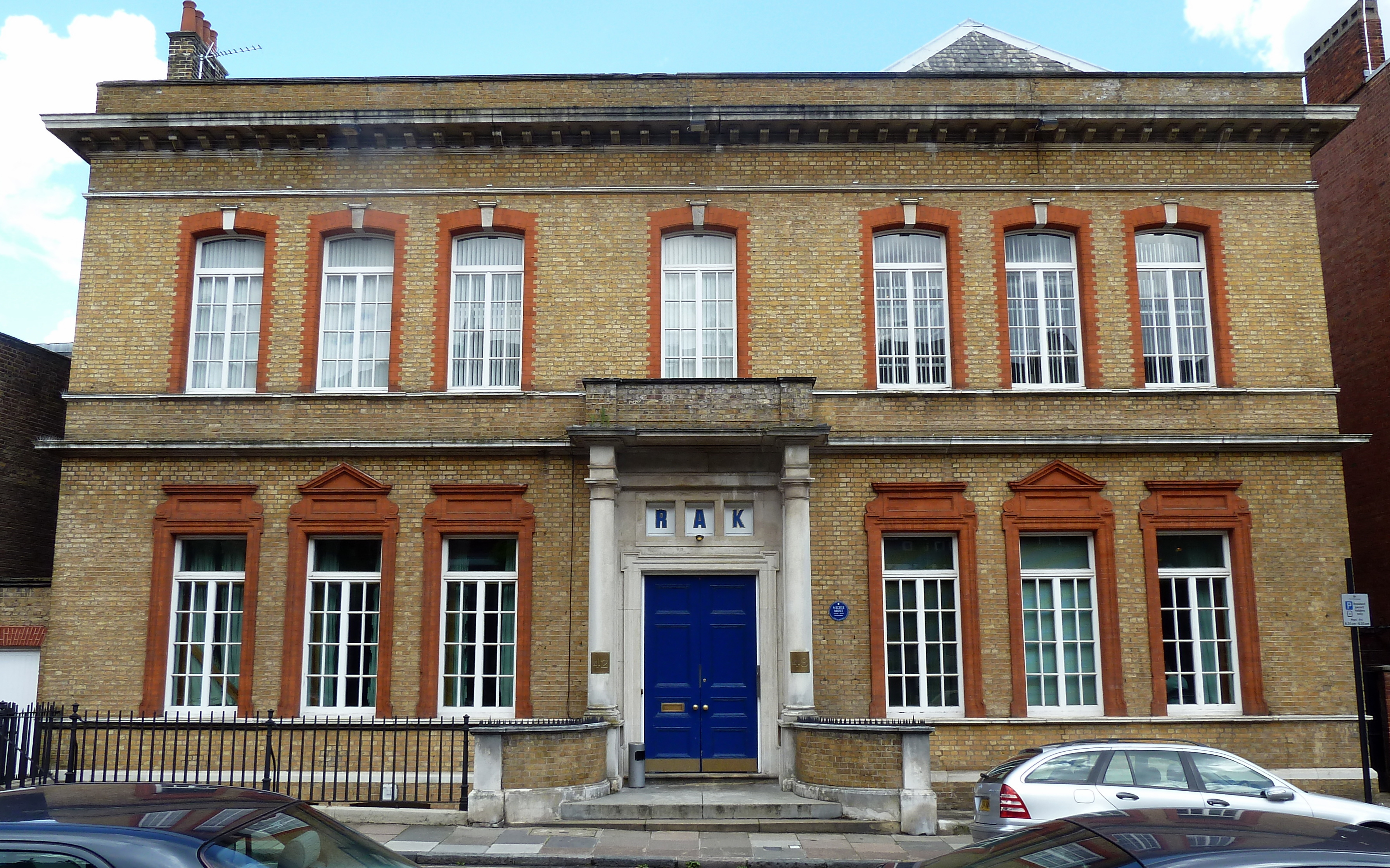
델타 5는 RAK 스튜디오(사진)에서 음반을 녹음했다.

1980년 10월, OP 매거진과의 인터뷰에서 델타 5는 미국 투어를 끝내고 잉글랜드로 돌아가면 스튜디오에 들어갈 것이라고 이야기했다. 같은해 12월 뉴욕 로커에는 밴드가 이듬해 2월 음반 발매가 계획돼 있지만 그외에는 아무것도 예정된 것이 없다고 언급했다. 하지만 1981년 1월 뮤직 위크는 음반 발매가 4월로 예정돼 있다고 보도했고, 밴드는 이삼월에 갱 오브 포 및 페레 우부와 함께 투어를 진행했다. 이 시기 델타 5는 투어 때문에 녹음을 할 기회가 별로 없어 녹음을 할 때 시험할 많은 아이디어만 가지고 있으며, 많은 곡들이 절반 정도는 완성돼 있기에 노래에 한해서는 긍정적이라고 상황을 전했다. 이후 음반 작업은 4월 런던에 위치한 RAK 스튜디오에서 시작되었다. 줄즈는 잡지 울 시티 로커에 쓴 편지에서 4월 15일과 16일 프로듀서와 함께 데모를 녹음을 하며 "음반이 6월이나 7월에는 발매되길 바란다"라고 적었다.
프로듀서는 레인코츠나 로버트 와이어트 등 러프 트레이드 음악가의 엔지니어로 활동하던 애덤 키드론이 맡았는데, 이 음반이 애덤이 프로듀서로 참여한 첫 음반이다. 키드론에 따르면 밴드는 음반을 위한 곡을 만드는 것이 아닌 기존의 곡들을 활용하기를 원했다. 실제로 〈Delta 5〉, 〈Make Up〉, 〈Triangle〉, 〈Journey〉, 〈Innocenti〉 등은 1980년 두 차례 녹음한 필 세션이나 공연에서 연주했다. 그리고 줄즈는 음반 발매 전 인터뷰에서 “가진 곡이 많기 때문에 개중에서 최고를 고르고 있다”라고 언급했다.

## 발매
음반의 발매에 앞서 프리에서의 첫 싱글인 〈Shadow〉와 〈Leaving〉이 리드 싱글로 7월 발매되었다. 대부분의 음악 언론은 싱글에 부정적인 평가를 내렸지만, 뉴 뮤지컬 익스프레스(NME)의 이언 펜맨은 "이전보다 훨씬 세련된 음악적 디테일을 갖추고 있다"고 극찬했다. 하지만 앨런은 이후 인터뷰에서 펜맨이 그저 "여성이 불렀기 때문"에 호평을 한 것이라며 노래의 요지를 잘못 짚었다고 지적했다. 이튿날인 7월 16일에는 리처드 스키너의 라디오에서 〈Innocenti〉, 〈Train Song〉, 〈Final Scene〉 그리고 음반에는 수록되지 않은 〈Singing the Praises〉의 세션 버전이 방송됐다.
《See the Whirl》은 1981년 7월 29일 프리에서 발매됐다. 그리고 같은 날 리버풀을 시작으로 7월 말과 8월에는 영국 투어를, 10월에는 네덜란드에서 공연을 펼쳤다. 10월 31일에는 섬싱 엘스에서 〈Make Up〉과 〈Anticipation〉을 연주한 모습이 방송됐는데, 이는 1980년 런던 위켄드 텔레비전의 《런던 프로그램》(The London Programme)에서의 인터뷰와 더불어 밴드의 유이한 텔레비전 출연 방송이다. 《See the Whirl》은 멜로디 메이커 차트에 30위로 진입한 것이 전부였지만, 로스는 발매 첫해에 로열티가 꽤 많이 나왔다고 회고했다. 이후 제이슨 그로스가 델타 5의 음악 재발매 작업을 진행할 때 카리스마에서 라이센스 비용으로 많은 돈을 요구하면서 2006년 발매된 컴필레이션 음반 《Singles & Sessions 1979–81》에는 《See the Whirl》이 아닌 밴드의 라이브, 세션 등으로 대체된 채 발매됐다.

## 평가
| 전문가 평가       | 전문가 평가 |
| 평가 점수         | 평가 점수   |
| 출처              | 점수        |
| ----------------- | ----------- |
| 대중음악 백과사전 | [ 23 ]      |
| 레코드 미러       | [ 24 ]      |
| 사운즈            | [ 25 ]      |
| 스매시 히츠       | 8/10        |

평론가들은 《See the Whirl》에 엇갈린 반응을 보였다. 레코드 미러와 사운즈는 음반을 만점으로 평가했다. 스매시 히츠의 데이브 리머가 10점 만점에 8점으로 평가한 음반 리뷰에서는 이전 싱글의 특징인 가벼운 음악과 무거운 가사에다가 금관악기와 피아노가 추가된 것은 불평등할 정도라며 기다린 가치가 충분했다고 이야기했다.
"가디언의 로빈 덴슬로는 가사의 수준은 칭찬하면서도 "무표정하고 무감정한 여자의 목소리가 사운드를 제한"시키고 몇 곡을 듣고 나면 지루하게 들리기 시작"한다는 점을 문제 삼았다. NME의 그레이엄 록은 〈Anticipation〉의 구절인 "기대가 훨씬 나았다"(Anticipation is so much better)를 인용하면서 음반에 대한 실망감을 드러냈다. 록은 특히 음반의 문제점을 밴드가 "문제를 해결하려고 하기보다는 과도한 악기와 프로덕션 속임수 아래 위장하려 하는 것"이라며, 표면은 화려하지만 깊이는 없다고 비판했다. 반면 NME의 또 다른 작가 폴 두 노이어는 델타 5의 인터뷰 기사에서 야심찬 호른 편곡과 뛰어난 키보드, 슬라이드 기타의 추가 덕분에 음반에 "급진적인 진전"이 있었다고 호평했다.
시간이 지난 후에도 일부 음악 언론이 《See the Whirl》을 언급했다. 익스클레임!의 마이클 화이트는 디스코와 펑크의 결합에 관한 기사에서 음반을 "각지고 간결하면서도 멜로디가 풍부하며 우아하다"라고 표현하면서 당장 음반이 재발매돼야 한다고 호평했다. 하지만 피치포크는 《Singles & Sessions 1979–81》를 평하면서 《See the Whirl》이 상대적으로 빈약하다고 표현했다. BBC는 "여성주의와 반인종주의의 혼합은 상업적인 전망을 나타내지 않았고, 그들은 너무나도 깨끗한 프로덕션에 실망했다"라고 표현했다.
한편 음반에 참여한 사람들은 대부분 부정적인 평가를 내렸다. 키드론은 밴드의 목표가 음반을 많이 판매하는 것이었기 때문에 《See the Whirl》을 성공적인 작품이라고 생각하지 않는다고 밝혔다. 더불어 많은 판매량을 원함에도 마이클 잭슨의 팝 음반이 노리는 대중적인 시장이 아닌 얼터너티브한 시장을 겨냥한 홍보를 문제 삼으며, "팝 프로덕션을 지니고 있음에도 1부 리그에 진입하지 못했다"라고 평했다. 앨런은 음반에 너무 다양한 것을 집어넣었는데, 일부는 좋은 결과를 낳기도 했지만 그렇지 않은 것도 있었으며, 음반의 분위기도 스튜디오 느낌이 아닌 라이브의 느낌을 살렸어야 했다고 설명했다. 또한 많은 멤버들이 시간이 지난 후 인터뷰나 기사에서 음반의 제목, 음반 표지 그리고 음반에 동봉됐던 엽서 등을 혹평했다.

## 트랙 리스트
표시된 곳을 제외한 모든 노래는 델타 5가 작사·작곡했다.
A면
1. Innocenti – 2:03
2. Final Scene – 2:42
3. Circuit – 1:59
4. Open Life – 3:39
5. Trail – 2:57
6. Shadow – 2:30
7. Delta 5 – 2:05
8. Anticipation 2:14

B면
1. Journey – 2:54
2. Make Up – 2:51 (델타 5, 존 랭포드)
3. Triangle – 3:34
4. Waiting – 2:29
5. Telephone – 4:23
6. Different Fur – 2:40

## 참여진
크레딧은 《See the Whirl》의 슬리브에 기재된 라이너 노트에서 발췌했다.
| 델타 5 - 앨런 릭스 – 기타, 보컬, 마림바 - 로스 알렌 – 베이스, 보컬 - 베선 피터스 – 베이스, 보컬 - 줄즈 세일 – 기타, 보컬 - 켈빈 나이트 – 드럼, 타악기, 마림바 | - 애덤 키드론 – 프로듀서 - 팀 서머헤이스, 마이크 스탠드 – 엔지니어 - 존 룰 – 테이프 오프 - 멜브 제퍼슨 – 코러스, 신드럼, 도움 - 마이크 맥어보이 – 피아노 & 타악기 편곡 - 스티브 & 존 시드웰, 스티브 비숍 – 호른 - B. J. 콜 – 페달 스틸 기타 - 조 리온스 – 사진 - 무아트 & 휴스 – 음반 표지 디자인 |

## 주해
1. ↑  앨런은 프리와 계약한 시기를 3월이라고 언급했지만, 그 이전인 1월 17일 음악 업계지 뮤직 위크가 게재한 그해 주요 레이블 동향 분석 기사에서는 이미 카리스마가 델타 5 음반의 마케팅 비용이 프리의 예산에서 가장 많은 부분을 차지할 것이라고 보도했다.[8] 한편, 같은해 2월 밴드가 페레 우부의 독일 공연에서 오프닝 밴드로 섰을 당시 진행한 인터뷰에서는 계약이 성사되지 않을 것을 대비해 정확한 이름은 언급하지 않은 채 "일종의 반(半)대형 레이블"이라고만 표현했다.[4]
2. ↑  《See the Whirl》 제작 당시 키드론은 스크리티 폴리티의 《Songs to Remember》, 페레 우부의 《Song of the Bailing Man》 그리고 오렌지 주스의 《You Can't Hide Your Love Forever》를 함께 프로듀싱하고 있었다.[14]

### 참고 자료
- Dunhill, Sean; Keehn, Jason (1980년 11월). “DELTΔ 5: We're all ready when you are!”. 《터미널!》. 1권 1호. 3쪽. 2024년 3월 31일에 확인함 – 인터넷 아카이브 경유.
- Grabel, Richard (1981년 2월 28일). “INDIES EXPOSURE: A crime or a cry for help?”. 《뉴 뮤지컬 익스프레스》. 17쪽.
- Noyer, Paul Du (1981년 9월 5일). “Nibbling the Bottom of the Real World”. 《뉴 뮤지컬 익스프레스》. 8쪽.
- Stefan; Georgie (1981년 3월). “Delta 5 INTERVIEW”. 《스펙스》 (독일어). 18쪽.
- Fletcher, Tony (1981년 4월). “FIVE OUT OF FIVE”. 《더 페이스》. 12호. 12–13쪽.
- Julz (1981년 여름). “A Letter from Delta 5”. 《울 시티 로커》. 14호. 6–7쪽.
- Riggs, Alan (2005년 10월). 《Delta 5》 (부클릿). 델타 5. 킬 록 스타스. KRS415. 2023년 7월 10일에 원본 문서에서 보존된 문서. 2024년 2월 18일에 확인함 – 밴드캠프 경유.
- “Talent Survey Reveals Trend To Rock 'N' Roll” (PDF). 《뮤직 위크》. 1981년 1월 17일. 1, 4쪽. 2023년 8월 10일에 원본 문서 (PDF)에서 보존된 문서. 2024년 4월 1일에 확인함 – worldradiohistory 경유.
- McKay, Simon (1981년 7월). “Delta 5” (PDF). 《이센트릭 슬리브 노츠》. 1호. 8–9쪽. 2024년 2월 17일에 원본 문서 (PDF)에서 보존된 문서. 2024년 4월 1일에 확인함.
- Holm, Toni C. (1980년 겨울). “delta five”. 《OP 매거진》. D호. 16쪽.
- Anderson, Jim (1980년 12월). “Delta 5: 3 Birds ＋ No Pigeonhole”. 《뉴욕 로커》. 16쪽.
- Rautenkranz, Mark (1981년 2월). “Delta 5”. 《지그재그》. 110호. 26–27쪽.
- Blackmore, Jon (1981년 8월 1일). “The almost famous 5”. 《멜로디 메이커》. 56권 31호.
- Hoskyns, Barney (1981년 10월 31일). “Where Radical Meets Chic”. 《뉴 뮤지컬 익스프레스》. 30–31쪽.
- Schwartz, Andy (1981년 12월). “Adam Kidron: The Man Behind the Mix”. 《뉴욕 로커》. 2024년 1월 26일에 원본 문서에서 보존된 문서. 2024년 3월 31일에 확인함 – rock's backpages 경유. (구독 필요).
- Captain Callous; Snide, Eddie (1981년). “Delta 5”. 《그라인딩 홀트》. 10호. 4–5쪽.
- Knight, Kelvin (2013년 1월 5일). “Delta 5 – a post punk diary – adventures of influential band”. 《라우더 댄 워》. 2013년 3월 12일에 원본 문서에서 보존된 문서. 2024년 1월 4일에 확인함.
- Penman, Ian (1981년 7월 18일). “Singles”. 《뉴 뮤지컬 익스프레스》. 17쪽.
- “Tour News”. 《사운즈》. 1981년 7월 25일. 2쪽.
- “Broken Marriage Blues”. 《벨파스트 텔레그래프》. 1981년 10월 31일. 6면.
- “Albums” (PDF). 56권 36호. 1981년 9월 5일. 2024년 11월 24일에 원본 문서 (PDF)에서 보존된 문서. 2025년 1월 29일에 확인함 – worldradiohistory 경유.
- Appelstein, Mike (1996년 4월). “...we're ready when you are.”. 《코트 인 플럭스》. 5호. 2023년 11월 18일에 원본 문서에서 보존된 문서. 2024년 1월 28일에 확인함 – PerfectSoundForever 경유.
- Gross, Jason (2006년 1월 23일). “Delta 5 alive”. 《Ye Wei Blog》. 2008년 5월 18일에 원본 문서에서 보존된 문서. 2024년 2월 6일에 확인함.
- Larkin, Colin (1998년). 〈Delta 5〉. 《The Encyclopedia of Popular Music》 2 3판. 뮤즈. 1476–1477쪽. ISBN 0-333-74134-X. 2024년 3월 31일에 확인함 – 인터넷 아카이브 경유. (가입 필요).
- Sunie (1981년 7월 18일). “Delta's Belter” (PDF). 《레코드 미러》. 14쪽. 2024년 2월 18일에 원본 문서 (PDF)에서 보존된 문서. 2024년 3월 31일에 확인함 – worldradiohistory 경유.
- Sinclair, Mick (1981년 8월 1일). “Five in overdrive”. 《사운즈》. 36쪽.
- Rimmer, Dave (1981년 8월 6–19일). “DELTA 5: See The Whirl (Pre)”. 《스매시 히츠》. 3권 16호. 27쪽.
- Lock, Graham (1981년 8월 1일). “This is the mundane whirl that they're talkin' about”. 《뉴 뮤지컬 익스프레스》. 29쪽.
- White, Michael (2002년 7월 1일). “The Unlikeliest Marriage: When Disco Met Punk”. 《익스클레임!》. 2021년 5월 5일에 원본 문서에서 보존된 문서.
- Clarke, Mia Lily (2006년 1월 24일). “Delta 5: Singles & Sesisons 1979-81”. 《피치포크》. 2009년 3월 18일에 원본 문서에서 보존된 문서. 2024년 4월 10일에 확인함.
- Mills, Fred (2006년 3–4월). “Delta 5: Delta Force”. 《하프》. 5권 2호. 2006년 3월 20일에 원본 문서에서 보존된 문서.
- 《See the Whirl》 (LP). 델타 5. PRE. 1981년. PREX 6.